# Буковский, Тадеуш

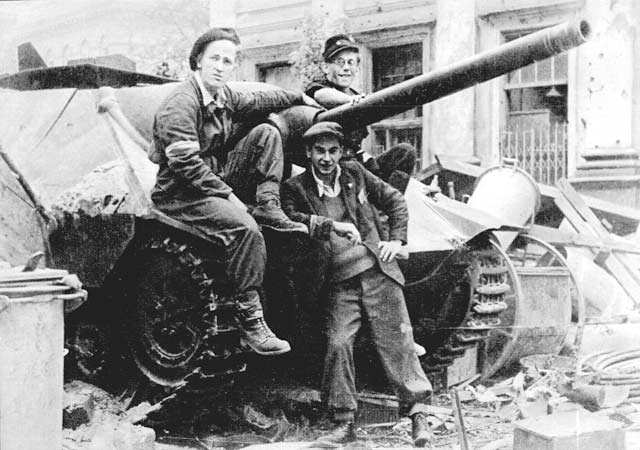
Фотография Тадеуша Буковского

Таде́уш Буко́вский (пол. Tadeusz Bukowski , 22 апреля 1909 года, Варшава, Российская империя — 21 сентября 1980 года, Варшава, Польша) — польский фотограф и репортёр, участник Варшавского восстания 1944 года. Автор фотоснимков, опубликованных в многочисленных изданиях, посвящённых Варшавскому восстанию. Его снимки выставлялись на выставках.

## Биография
С февраля 1942 года был членом подпольной фотографической группе Армии Крайовой (псевдоним «Bończa»). Во время Варшавского восстания снимал фотографии боёв в варшавских районах Средместье и Повислье. Снял фотохронику деятельности Харцерской полевой почты. В это же время сотрудничал с кинооператором-документалистом Антонием Богдзевичем, которому передавал фотографии, сохраняя у себя негативы. Перед подавлением восстания 200 негативов спрятал в подвале на улице Древняной дом 12, вторую часть негативов спрятал в квартире на улице Смольная дом 14 и третью часть — закопал во дворе лицея имени Замойского. 12 сентября 1944 года был взят в плен после подавления Варшавского восстания. После войны, возвратившись в Варшаву в 1945 году, смог обнаружить спрятанные им негативы только в подвале на улице Древяной. Остальные части были безвозвратно утеряны во время разрушения Варшавы.
С 1948 года был фотографом в издательском институте «Nasza Księgarnia». Был многолетним руководителем фотографических выставок «Zachęcie».
Является автором фотоальбома «Warszawa w dniach powstania 1944», изданного в 1980 году в издательстве «Krajowa Agencja Wydawnicza».
Скончался 21 сентября 1980 года в Варшаве.

## Награды
- За фотографическую деятельность был награждён титулом Артист FIAP.